# 岡本健介
岡本 健介（おかもと けんすけ、1981年1月6日 - ）は、日本の作曲家・編曲家。

## 作品

### ミュージシャン
- 喜多修平
  - 「世界の果てに君がいても」、「ユメノキセキ」収録「その時が来るまで」（作曲） - TVアニメ『世界一初恋2』イメージソング
- 神谷浩史
  - 「ハレゾラ」収録「ハレバレハート」（作詞・作曲）
  - 「Such a beautiful affair」収録「イイカンジ」（作曲）
- 岡本信彦
  - 「Palette」収録「nonstop」（作詞・作曲）
  - 「Enjoy☆Full」収録「グッドラック」「REC」（作詞・作曲・編曲） - 「グッドラック」でコーラスに増田武史が参加。
  - 「瞬間BEAT」、「Parading」収録「瞬間BEAT」（作詞）
- 乃木坂46
  - 「君の名は希望」収録「シャキイズム」（作曲・編曲） - ハウス食品『メガシャキ』『ギガシャキ』CMソング[1]
- ONE☆DRAFT
  - 「ガチウタ」収録「カレンダー～ケンカしたり、ふざけたり、泣かせたり～」（RYOと共作曲）、「陽炎の向こう」（LANCE、RYOと共作曲）
- Sonar Pocket
  - 「最終電車~missing you~」収録「最終電車~missing you~」（Sonar Pocket、Soundbreakersと共作曲）

### TVアニメ
- ベン・トー
  - 「「Treasure!」と、その他「ベン・トー」な歌つめ合わせ」収録「Treasure!」（作曲） - TVアニメ『ベン・トー』第4話オープニングテーマ
- 氷菓
  - 「まどろみの約束」収録「まどろみの約束」（作曲・編曲） - 前期エンディングテーマ
- TARI TARI
  - 「潮風のハーモニー」収録「Triple Smiley」（作曲・編曲） - インターネットラジオ『TARI TARIラジオ ゆったりまったり放課後日誌』テーマソング
- こいけん! 〜私たちアニメになっちゃった!〜
  - 「こいけん!~私たちアニメになっちゃった!~みゅーじっくぼっくす」収録「Gradation heart〜恋の研究おこたらずっ〜」（作曲） - エンディングテーマ

### キャラクターソング

#### アニメ
- 会長はメイド様!
  - 「会長はメイド様! キャラクターコンセプトCD5 -Another Side2-」収録「全力行進曲」 （作曲）
- イナズマイレブンGO
  - 「イナズマイレブンGOキャラクターソングオリジナルアルバム」収録「放課後ケミストリー」 （作曲）
- TIGER & BUNNY
  - 「BEST OF HERO」収録「轟け☆カンフーマスター」（作曲）
- 機動戦士ガンダムAGE
  - 「機動戦士ガンダムAGEキャラクターソングアルバムVol.2」収録「SOUL OF WHITE」（作曲・編曲）
- カードファイト!! ヴァンガード アジアサーキット編
  - 「笑顔の未来」収録「笑顔の未来」（作曲・編曲）
  - 「前を向いて」収録「前を向いて」（作曲・編曲）
- Another
  - 「Anotherキャラクターソングアルバム」収録「青春Treasures!」（作曲・編曲） - クレジットの谷島俊は誤り
- 八犬伝―東方八犬異聞―
  - 「八犬伝-東方八犬異聞- キャラクターソングアルバム」収録「Nothing Was Lost」（作曲・編曲）
- 犬とハサミは使いよう
  - 「キャラクターソング5 本田桜・本田弥生」、「犬ハサのうた」収録「なでなでなでな!」（作曲）
- 境界の彼方
  - 「キャラクターソングVol.1 栗山未来×名瀬美月」収録「Ordinary Girl's Talk!」（作曲・編曲）
- 神のみぞ知るセカイ
  - 「2B PENCILS」収録「QUESTION?」（作曲）
- アウトブレイク・カンパニー 萌える侵略者
  - 「アウトブレイク・カンパニー キャラクターソング・ミニアルバム」収録「WILD COLORS」（作曲・編曲）
- Free!
  - 「キャラクターソング・デュエットシリーズ Vol.1 七瀬遙&橘真琴」収録「my base, your pace」（作曲・編曲）
  - 「キャラクターソング・デュエットシリーズ Vol.4 七瀬遙&松岡凛」収録「きっと忘れない」（作曲・編曲）
- 絶園のテンペスト
  - BD、DVD 第12巻 特典ディスク「CHARACTER SONG VOL.4」収録「未来の蕾」（作曲）
- 最近、妹のようすがちょっとおかしいんだが。
  - BD、DVD 第1巻 特典ディスク収録「最近、わたしのココロがちょっとおかしいの」（作曲・編曲）
- 黒子のバスケ
  - SOLO MINI ALBUM Vol.1 「黒子テツヤ-Ignite Music-」収録「Your Membership」（作曲・編曲）
- ラブライブ!
  - BD ラブライブ! 2nd Season 第2巻 特典ディスク収録「ずるいよMagnetic today」（作曲・編曲）
- 魔法科高校の劣等生
  - BD、DVD 九校戦編 第4巻 特典ディスク収録「EVER WHITE」（作曲）
  - BD、DVD 横浜騒乱編 第2巻 特典ディスク収録「DUAL SWORD」（作曲）

#### ゲーム
- iPhoneアプリ「ギター少女!」
  - オリジナル楽曲「Candy Beat」（作曲）
- PS2、PSPソフト「金色のコルダ3」
  - 「金色のコルダ3 CD-BOX」、「バラエティCD金色のコルダ3-情愛の鼓動(あいのパルス)-」収録「Heart Killer」（作曲・編曲） - ギター、コーラス等でも参加
- PS3ソフト「真・三國無双7」
  - 「キャラクターソング集4-晋-」収録「light blue sensation」（作曲・編曲） - コーラス等でも参加
- ソーシャルゲーム「アイドルマスターSideM」
  - 「THE IDOLM@STER SideM ST@RTING LINE-06 S.E.M」収録「Study Equal Magic!」（作曲・編曲）
  - 「THE IDOLM@STER SideM ST@RTING LINE-12 THE 虎牙道」収録「強く尊き獣たち」（作曲・編曲）
- ソーシャルゲーム「アイドルマスター ミリオンライブ!」
  - 「THE IDOLM@STER LIVE THE@TER PERFORMANCE 02」収録「トキメキの音符になって」（作曲・編曲）
  - 「THE IDOLM@STER LIVE THE@TER PERFORMANCE 03」収録「素敵なキセキ」（作詞・作曲・編曲）、「オレンジの空の下」（作曲）